# Tim Curran (Autor)
Tim Curran ist ein US-amerikanischer Autor der Horrorliteratur aus Michigan. Seine Werke wurden teilweise ins Deutsche und Japanische übersetzt. Er gewann den Vincent Preis für „Bestes Internationales Literaturwerk“ für Skull Moon 2016 und für Die Wiedererweckten des Herbert West 2018.
Curran ist verheiratet und hat drei Kinder.

## Werke (Auswahl)
- 2011: Bis dass die Zeit den Tod besiegt, Festa Verlag, ohne ISBN (Privatdruck)
- 2012: Zerfleischt. Festa Verlag, ISBN 978-3865521378
- 2012: Verseucht. Festa Verlag, ISBN 978-3865520999
- 2013: DEAD SEA – Meer der Angst. Festa Verlag, ISBN 978-3865522559
- 2014: Leviathan: Horror-Thriller. Luzifer-Verlag, ISBN 978-3958350090
- 2015: Feuertod: Apokalypse-Horror vom US-Kultautor. Festa Verlag, ISBN 978-3865524249
- 2015: Blackout – Im Herzen der Finsternis. Luzifer-Verlag, ISBN 978-3958351066
- 2016: American Wasteland: Höllentrip durch die Postapokalypse. Festa Verlag, ISBN 978-3865524300
- 2016: Nightcrawlers – Kreaturen der Finsternis. Festa Verlag, ISBN 978-3865524416
- 2016: Skull Moon: Horrorthriller. Luzifer-Verlag, ISBN 978-3958351394
- 2016: Skin Medicine – Die letzte Grenze. Luzifer-Verlag, ISBN 978-3958351424
- 2017: Der Leichenkönig. Festa Verlag, ISBN 978-3865525260
- 2018: Die Wiedererweckten des Herbert West. Luzifer-Verlag, ISBN 978-3958353305
- 2019: Die Mine/Mutter. Luzifer-Verlag, ISBN 978-3958354142
- 2019: Grimweave. Luzifer-Verlag, ISBN 978-3958353831
- 2020: Clownfleisch. Luzifer-Verlag, ISBN 978-3958355170
- 2021: Bioterror. Luzifer-Verlag, ISBN 978-3958356092
- 2023: Die Ruinen des Wahnsinns. Luzifer-Verlag, ISBN 978-3-95835-784-6